# 1. november
1. november je 305. dan leta (306. v prestopnih letih) v gregorijanskem koledarju. Ostaja še 60 dni.

## Dogodki
- 835 – po ukazu papeža Gregorja IV. dan spomina vseh svetih[1] prestavljen s 13. maja na 1. november
- 996 – v dokumentu cesarja Otona III. se za današnjo Avstrijo prvič omeni ime Ostarrichi
- 1520 – Magellanov preliv: prehod južno od ameriške celine, ki povezuje Atlantski ocean in Pacifik prvič prepluje Ferdinand Magellan
- 1541 – uradno odprtje Michelangelovih fresk v Sikstinski kapeli
- 1604 – prvič uprizorjen Shakespeareov Othello
- 1755 – potres uniči Lizbono in zahteva 32.000 žrtev
- 1895 – Max in Emil Skladanowsky v Berlinu prvič predvajata »žive slike« na njunem lastnem projektorju
- 1897 – v Torinu ustanovljen nogometni klub Juventus
- 1911 – Italijansko-turška vojna: iz letala prvič odvržejo bombo
- 1914 – Prva svetovna vojna: ob obali Čila pride do bitke pri Coronelu
- 1918 –
  - Prva svetovna vojna: Američani prebijejo nemško obrambo na Meusi
  - italijanski diverzanti v Pulju potopijo avstro-ogrsko ladjo SMS Viribus Unitis
- 1941 – odkriti kipi štirih predsednikov ZDA na gori Mount Rushmore
- 1942 – ustanovitev prvih divizij v NOV in POJ
- 1946 – odigrana prva košarkarska tekma v ligi NBA: New York Knicks proti Toronto Huskies v dvorani Maple Leaf Gardens, New York; Knicksi zmagajo s 68-66
- 1951 – Operation Buster-Jangle: 6.500 ameriških vojakov izpostavijo učinkom eksplozije jedrske bombe v zvezni državi Nevada; nihče od vojakov ni prostovoljec
- 1952 – ZDA na atolu Eniwetok opravijo test s prvo vodikovo bombo
- 1981 – Antigva in Barbuda postane neodvisna država
- 1982 – Honda postane prvi japonski proizvajalec avtomobilov s tovarno v ZDA: Marysville (Ohio); prvi avto narejen tam je Honda Accord
- 1993 – začetek veljavnosti maastrichtskega sporazuma o ustanovitvi Evropske unije
- 1994 – izid skladbe "All I Want for Christmas Is You"; božična klasika in mega uspešnica ameriške pevke Mariah Carey
- 2005 – rop banke SKB v Ljubljani, največji v Sloveniji

## Rojstva
- 846 – Ludvik Jecljavi, kralj Zahodnih Frankov († 879)
- 1339 – Rudolf IV. Habsburški, avstrijski, štajerski, koroški in kranjski vojvoda, tirolski grof († 1365)
- 1351 – Leopold III. Habsburški, avstrijski, štajerski, koroški in kranjski vojvoda, tirolski grof († 1386)
- 1596 – Pietro da Cortona, italijanski arhitekt, slikar († 1669)
- 1636 – Nicolas Boileau-Despréaux, francoski pesnik in kritik († 1711)
- 1661 – Florent Carton Dancourt, francoski igralec, pravnik, pisatelj († 1725)
- 1724 – Mihalj Šilobod, hrvaški matematik († 1787)
- 1757 – Antonio Canova, beneški kipar († 1822)
- 1762 – Spencer Perceval, britanski predsednik vlade († 1812)
- 1778 – Gustav IV. Adolf, švedski kralj († 1837)
- 1815 – Crawford Williamson Long, ameriški zdravnik († 1878)
- 1838 – Khedrup Gyatso, enajsti dalajlama († 1856)
- 1840 – Giacomo Doria, italijanski naravoslovec, raziskovalec († 1913)
- 1845 – grof Sámuel Teleki von Szek, madžarski raziskovalec († 1916)
- 1855 – Guido Adler, avstrijski muzikolog († 1941)
- 1871 – Stephen Crane, ameriški pisatelj († 1900)
- 1872 – Hendrik A. Seyffardt, nizozemski general († 1943)
- 1878 – Carlos Saavedra Lamas, argentinski pravnik, politik († 1959)
- 1879 – 
  - Oskar Barnack, nemški inženir († 1936)
  - Pál Teleki, madžarski politik, geograf († 1941)
- 1880 – Alfred Lothar Wegener, nemški geolog, astronom, meteorolog, klimatolog, raziskovalec († 1930)
- 1886 – Hermann Broch, avstrijski pisatelj († 1951)
- 1893 – John Anderson, škotsko-avstralski filozof († 1962)
- 1898 – Arthur Legat, belgijski avtomobilistični dirkač († 1960)
- 1909 – Bruno Bjelinski, hrvaški skladatelj in pravnik († 1992)
- 1919 – sir Hermann Bondi, avstrijsko-angleški matematik, astrofizik, kozmolog († 2005)
- 1921 – Ilse Aichinger, avstrijska pisateljica († 2016)
- 1924 – Basil Bernstein, britanski sociolog, lingvist († 2000)
- 1932 – Francis Arinze, nigerijski kardinal
- 1936 – Eddie Colman, angleški nogometaš († 1958)
- 1942 – Larry Flynt, ameriški založnik († 2021)
- 1944 – Rafik Hariri, libanonski predsednik vlade († 2005)
- 1950 – Robert B. Laughlin, ameriški fizik, nobelovec
- 1952 – Bora Đorđević, srbski pevec, besedilopisec († 2024)
- 1958 – Charlie Kaufman, ameriški scenarist
- 1961 – Nicky Grist, WRC Rallye sovoznik
- 1962 – 
  - Anthony Kiedis, ameriški pevec (Red Hot Chili Peppers)
  - Magne Furuholmen, norveški kitarist (A-ha)
- 1963 – Rick Allen, britanski bobnar (Def Leppard)
- 1973 – Aishwarya Rai, indijska Miss sveta 1994
- 1974 – Princ Faisal bin Farhan Al-Saud, savdski diplomat in politik
- 1984 – Miloš Krasić, srbski nogometaš
- 1986 – Penn Badgley, ameriški televizijski in filmski igralec

## Smrti
- 1112 – Henrik Portugalski, grof Portugalske (* 1069)
- 1285 – Majnhard II., koroški vojvoda, goriški in tirolski grof (IV.) (* 1238)
- 1319 – Uguccione della Faggiuola, italijanski (toskanski) državnik in vojskovodja (* 1250)
- 1391 – Amadej VII., savojski grof (* 1360)
- 1399 – Ivan V., bretonski vojvoda (* 1339)
- 1406 – Ivana Brabantska, vojvodinja Brabanta in Limburga (* 1322)
- 1700 – Karel II., španski kralj (* 1661)
- 1823 – Heinrich Wilhelm von Gerstenberg, nemški pesnik, literarni kritik (* 1737)
- 1903 – Theodor Mommsen, nemški zgodovinar, pisatelj (* 1817)
- 1916 – knez Franz Anton zu Thun und Hohenstein, avstrijski politik (* 1847)
- 1937 – Vladimir Iljič Jochelson, ruski etnograf, jezikoslovec (* 1855)
- 1955 – Dale Carnegie, ameriški pisatelj, predavatelj (* 1888)
- 1956 – Pietro Badoglio, italijanski maršal, politik (* 1871)
- 1972 – Ezra Pound, ameriški pesnik (* 1885)
- 1988 – Aleš Benigar, slovensko-hrvaški duhovnik, frančiškan, teolog in misijonar (* 1893)
- 2008 – Jacques Piccard, švicarski izumitelj in pomorski raziskovalec (* 1922)

## Prazniki in obredi
- Slovenija – Vsi sveti oz. dan spomina na mrtve
- Antigva in Barbuda - Dan neodvisnosti (1981)